# Funimation (serviço de streaming)
Funimation foi um serviço de streaming norte-americano de propriedade e operado pela Crunchyroll, LLC, uma divisão da Sony, a plataforma começou quando iniciou um site tendo um catálogo de animes da empresa Funimation Global Group. Sempre adicionou conteúdo original de anime, o serviço de streaming era de propriedade da Funimation Global Group, mas se juntou com a Crunchyroll e formou a Crunchyroll, LLC.